# Parque nacional Seván
El parque nacional Seván en Armenia fue establecido en 1978 para proteger el lago Seván y la zona que lo rodea. El parque nacional Seván se encuentra bajo la jurisdicción del Ministerio de protección de la naturaleza, y es administrada como un centro de investigación, que monitoriza los ecosistemas, y emprende varias medidas conservacionistas. La pesca con licencia en el lago también se encuentra regulada. Actualmente, el parque nacional Seván es uno de los dos parques nacionales que existen en Armenia (véase Parque nacional Dilijan). 

## Fauna

### Mamíferos
El conocimiento científico sobre los mamíferos de la cuenca de Seván es bastante pobre y fragmentario. Suelen mencionarse como especies el lobo, el chacal, el zorro, la marta, el gato, la liebre y pequeños roedores.

### Avifauna
El lago Seván y sus alrededores son ricos en avifauna. Hasta 267 especies de aves están registradas en la cuenca del Seván. La avifauna existente puede agruparse en podicipediformes, pelecaniformes, fenicopteriformes, falconiformes, anseriformes, galliformes, gruiformes, caradriformes, columbiformes, cuculiformes, strigiformes, caprimulgiformes, apodiformes, coraciiformes, piciformes, paseriformes. 39 especies se incluyen en la Lista Roja de Armenia. Hay también una especie endémica gaviota armenia (larus armenicus). 

### Herpetofauna
En el valle del río Masrik, se pueden encontrar las siguientes especies de reptiles:
Bufo viridis Laurenti, Hyla arborea schelkownikowi, Rana ridibunda, Rana macrocnemis, Laudakia caucasia, Anguis Fragilis, Eremias arguta transcaucasica, Lacerta agilis brevicaudata, Lacerta strigata, Parvilacerta parva, Darevskia unsexualis, Darevskia valentini, Platiceps najadum, Hammerhois ravergieri, Coronella austriaca, Eirenis punctatolineatus, Natrix natrix, Natrix tesselata, Vipera (Pelias) eriwanensis.

### Ictiofauna
El río Masrik y sus afluentes fluyen en la proximidad de las zonas urbanas. El río es de gran importancia, puesto que aquí viven especies endémicas como la trucha Gegharkunik (Salmo ishchan gegarkuni), koghak de Seván (Capoeta capoeta sevangi) y beghlu de Seván (Barbus geokschaikus). Además, los peces jóvenes de las especies anteriormente mencionadas también viven en estos ríos hasta que tienen un año de edad. Este período es muy importante para la supervivencia futura de la especie. La trucha de Seván (Salmo ischchan) y el beghlu de Seván se incluyen en la Lista Roja de Armenia.

### Invertebrados terrestres
En todo el territorio del Gegharkunik marz en general, hay 55 grupos de invertebrados, principalmente artrópodos, moluscos, crustáceos, arácnidos, etc. Hay otras pocas docenas de especies endémicas, de las que 44 son coleópteros, 2 lepidópteros, 2 ortópteros, 2 moluscos. No hay Lista Roja en Armenia para los invertebrados. En la Lista Roja de la URSS había 12 especies de artrópodos, de los que 6 son mariposas, 5 himenópteros y 1 grillo. En la Lista Roja IUCN, hay 4 especies de invertebrados, habitando la cuenca del Seván.

## Flora
La cuenca del lago Seván es un cruce de caminos para los cinturones de flora xerófila armenio-irania y mesófila. En el territorio del parque nacional Seván pueden encontrarse 1145 especies de plantas vasculares, en la zona de protección - 1.587 especies. La flora del parque está presentada por 28 especies de árboles, 42 especies de arbustos, 866 hierbas perennes y 307 especies de plantas anuales y bianuales. El territorio del parque nacional Seván y su cinturón de protección, que también incluye Vardenis, pueden hallarse 23 plantas, endémicas de Armenia, de las que 13 son endémicas de la zona florística de Seván. Sólo en el territorio del parque nacional Seván hay tres especies endémicas de Armenia y cinco de la cuenca de Seván. 17 especies están incluidas en la Lista Roja de Armenia (en el cinturón de protección hay 48). En el territorio del parque nacional Seván y su cinturón de protección, alrededor de 60 hierbas pueden ser usados con propósitos oficinales. Más de cien son comestibles.